# Шараф-Рашидовский район
Шараф-Рашидовский район (тума́н; узб. Sharof Rashidov tumani / Шароф Рашидов тумани) — район в центре Джизакской области Узбекистана. Административный центр — городской посёлок Учтепа.

## История
Был образован 29 сентября 1926 года под названием Джизакский район. В 2016 году был переименован в Шараф-Рашидовский район.

## Хокимы
- Сайидов Зиядин Хамидович,
- Исмаилов Сайфиддин Умарович (23 декабря 2016 — 7 ноября 2018),
- Мирзаев Зоир Тоирович (с 7 ноября 2018).